# 横沟桥东站
横沟桥东站，位于中华人民共和国湖北省咸宁市咸安区横沟桥镇，是武咸城际铁路上的火车站，于2014年1月8日启用营运，武汉铁路局管辖。

## 車站周邊
- 横沟桥广场

## 歷史
- 2014年1月8日通车启用。[3]

## 外部連結
- 中国铁路客户服务中心 （页面存档备份，存于）